# 敦巴顿橡树园会议

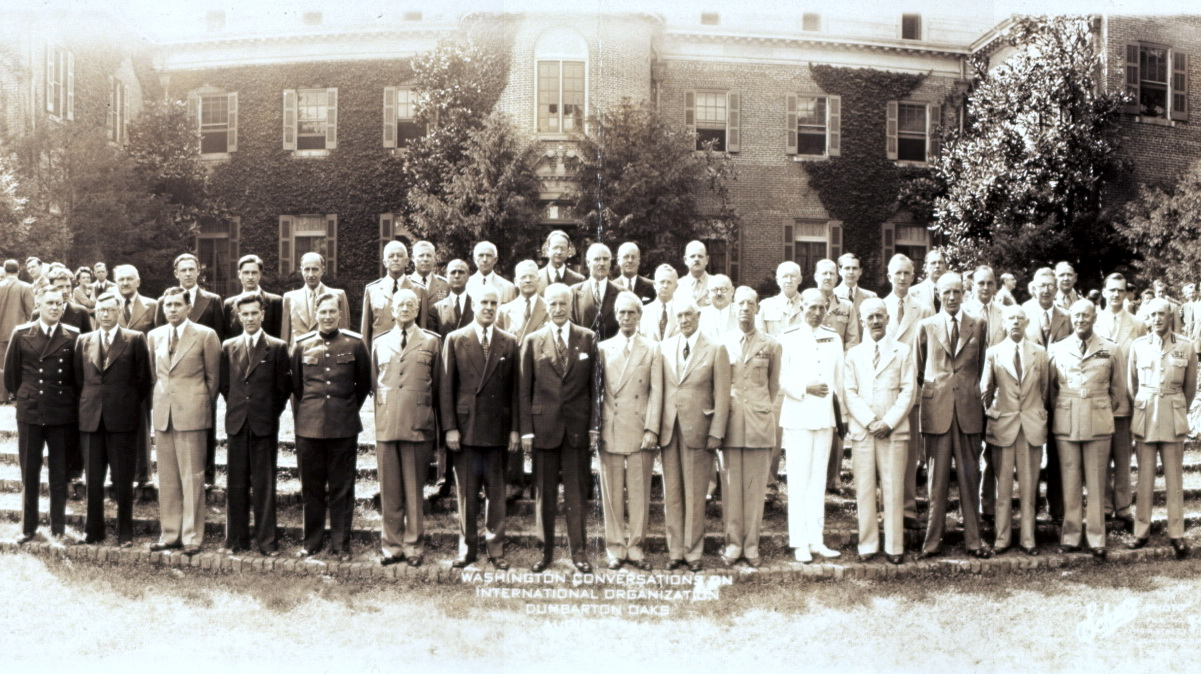
1944年8月会议与会者合照

敦巴頓橡樹會議（英語：Dumbarton Oaks Conference），1944年，第二次世界大战中，盟军胜利在望，为了协调战后国际关系，苏美英三国在华盛顿附近的敦巴顿橡树园举行会议，被称为敦巴顿橡树园会议。

## 历史
由于三国在是否邀请中国参加会议上存在分歧，因此会议分为两个阶段：第一个阶段从1944年8月21日到9月28日，苏美英三国参加，就战后联合国的组织机构基本达成了协议，但是，安理会否决权和创始会员国资格问题没有达成协议。第二个阶段从1944年9月29日到10月7日，中美英三国参加，对联合国组织问题作了进一步讨论。敦巴頓橡樹會議確定關於組織世界和平和安全的國際機構的計畫與提議，後舊金山會議則根據此而討論，為組織聯合國的起點。